# Виды рода Берёза
- Список составлен на основе данных сайта Список растений Мировой флоры онлайн по состоянию на июнь 2023 года[1].
- В списке приведены 89 подтвержденных таксонов в ранге вида, включая 18 видов гибридного происхождения, отмеченные знаком ×. Таксоны с неподтвержденным статусом не включены.
- Синонимика видов в данном списке не приводится. В отдельном разделе перечислены устаревшие синонимы видов, по которым в википедии созданы соответствующие статьи.
- Русские названия видов даны по книгам «Флора СССР» и «Деревья и кустарники СССР» (см. раздел Литература).

| # A B C D E F G H I J K L M N O P Q R S T U V W X Y Z |

## A
- Betula alleghaniensis  Britton  — Берёза аллеганская, или Берёза жёлтая
- Betula alnoides  Buch.-Ham.  — Берёза ольховидная
- Betula apoiensis  Nakai
- Betula ashburneri  McAll. &  Rushforth
- Betula aurata  Borkh.
- Betula avatshensis  Kom.

## B
- Betula baschkirica  Tzvelev
- Betula bomiensis  P.C.Li

## C
- Betula calcicola  (W.W.Sm.)  P.C.Li
- Betula celtiberica  Rothm. &  Vasc.
- Betula chichibuensis  Hara  — Берёза чичибуенская
- Betula chinensis  Maxim.  — Берёза китайская
- Betula cordifolia  Regel
- Betula coriaceifolia  V.N.Vassil.
- Betula corylifolia  Regel &  Maxim.  — Берёза лещинолистная
- Betula costata  Trautv.  — Берёза ребристая, или Берёза жёлтая
- Betula cylindrostachya  Wall.  — Берёза тонкосерёжковая

## D
- Betula dahurica  Pall.  — Берёза даурская
- Betula delavayi  Franch.  — Берёза Делавея

## E
- Betula ermanii  Cham.  — Берёза Эрмана

## F
- Betula falcata  V.N.Vassil.
- Betula fargesii  Franch.
- Betula fruticosa  Pall.  — Берёза кустарниковая

## G
- Betula glandulosa  Michx.  — Берёза железистая
- Betula globispica  Shirai  — Берёза шаровидносерёжковая
- Betula gmelinii  Bunge
- Betula grossa  Siebold &  Zucc.  — Берёза граболистная
- Betula gynoterminalis  Y.C.Hsu &  C.J.Wang

## H
- Betula halophila  Ching  ex  P.C.Li
- Betula heptopotamica  V.N.Vassil.
- Betula honanensis  S.Y.Wang &  C.L.Chang
- Betula hornei  B.T.Butler
- Betula humilis  Schrank  — Берёза приземистая, или Берёза низкая

## I
- Betula intermedia  Thomas  ex  Rchb.

## K
- Betula karagandensis  V.N.Vassil.
- Betula klokovii  Zaver.
- Betula kweichowensis  Hu

## L
- Betula lenta  L.  — Берёза вишнёвая
- Betula luminifera  H.J.P.Winkl.  — Берёза блестящая

## M
- Betula maximowicziana  Regel  — Берёза Максимовича
- Betula medwediewii  Regel  — Берёза Медведева
- Betula megrelica  Sosn.  — Берёза мингрельская
- Betula michauxii  Spach  — Берёза Мишо
- Betula microphylla  Bunge — Берёза мелколистная
- Betula minor  (Tuck.)  Fernald
- Betula minor  Auth.

## N
- Betula nana  L.  — Берёза карликовая
- Betula nigra  L.  — Берёза чёрная

## O
- Betula occidentalis  Hook.  — Берёза западная

## P
- Betula papyrifera  Marshall — Берёза бумажная
- Betula paramushirensis  Barkalov
- Betula pendula  Roth  — Берёза повислая
- Betula plettkei  Junge
- Betula populifolia  Aiton
- Betula populifolia  Marshall — Берёза тополелистная
- Betula potamophila  V.N.Vassil.
- Betula potaninii  Batalin  — Берёза Потанина
- Betula psammophila  V.N.Vassil.
- Betula pubescens Ehrh. typus[2] — Берёза пушистая
- Betula pumila  L.  — Берёза болотная

## R
- Betula raddeana  Trautv.  — Берёза Радде

## S
- Betula saksarensis  Polozhij &  A.T.Malzeva
- Betula saviczii  V.N.Vassil.
- Betula schmidtii  Regel  — Берёза Шмидта, или Берёза железная
- Betula skvortsovii  McAll. &  Ashburner
- Betula sunanensis  Y.J.Zhang

## T
- Betula tianschanica  Rupr.  — Берёза тяньшанская

## U
- Betula utilis  D.Don  — Берёза полезная

## W
- Betula wuyiensis  J.B.Xiao

## Z
- Betula zimpelii  Junge
- Betula zinserlingii  Vasil ev

## Виды гибридного происхождения
- Betula × alpestris  Fr.
- Betula × bottnica  Mela
- Betula × caerulea  Blanch.
- Betula × dosmannii  McAll.
- Betula × dugleana  Lepage
- Betula × dutillyi  Lepage
- Betula × eastwoodiae  Sarg.
- Betula × hornei  E.J.Butler
- Betula × jackii  C.K.Schneid.
- Betula × purpusii  C.K.Schneid.
- Betula × raymundii  Lepage
- Betula × sandbergii  Britton
- Betula × sargentii  Dugle
- Betula × uliginosa  Dugle
- Betula × utahensis  Britton
- Betula × utahensis  Dugle
- Betula × vologdensis  Tzvelev
- Betula × winteri  Dugle

## Вымершие виды
- † Betula leopoldae Wolfe & Wehr, 1987

## Устаревшие синонимы
Виды рода Берёза, которые по современной классификации не выделяются в качестве самостоятельных, но описаны в википедии как таковые.
- Betula alajica Litv. — Берёза алайская -> syn. Берёза тяньшанская
- Betula albosinensis Burkill — Берёза белая китайская -> syn. Берёза полезная подвид белая китайская
- Betula divaricata Ledeb. — Берёза растопыренная -> syn. Берёза кустарниковая
- Betula dolicholepis Ovcz., Czukav. & Shibkova -> syn. Берёза тяньшанская
- Betula forrestii Hand.-Mazz. — Берёза Форреста -> syn. Берёза Делавея
- Betula insignis Franch. — Берёза замечательная -> syn. Betula kweichowensis
- Betula kenaica W.H.Evans — Берёза кенайская -> syn. Берёза бумажная
- Betula kirghisorum Sawicz — Берёза киргизская -> syn. Берёза тяньшанская
- Betula korshinskyi Litv. — Берёза Коржинского -> syn. Берёза тяньшанская
- Betula lanata (Regel) V.N.Vassil. — Берёза шерстистая -> syn. Берёза Эрмана разновидность шерстистая
- Betula neoalaskana Sarg. — Берёза новоаляскская -> syn. Береза повислая подвид маньчжурская
- Betula ovalifolia Rupr. — Берёза овальнолистная -> syn. Берёза кустарниковая
- Betula pamirica Litv. — Берёза памирская -> syn. Берёза тяньшанская
- Betula platyphylla Sukaczev — Берёза плосколистная -> syn. Береза повислая подвид маньчжурская
- Betula procurva Litv. — Берёза кривая -> syn. Берёза тяньшанская
- Betula saposhnikovii Sukaczev — Берёза Сапожникова -> syn. Берёза тяньшанская
- Betula turkestanica Litv. — Берёза туркестанская -> syn. Берёза тяньшанская